# Monster Hunter 4
Monster Hunter 4 (モンスターハンター4 Monsutā Hantā Fō?) es un videojuego de rol de acción desarrollado y producido por Capcom para la Nintendo 3DS. Es el segundo juego de la serie Monster Hunter que se publica para la Nintendo 3DS siendo publicado el 14 de septiembre del 2013 en Japón y su versión ultímate el 11 de octubre del 2014 Además, es el primero que se publica inicialmente para un sistema portátil de Nintendo. Cabe mencionar que este juego tiene un enfoque mucho mayor en la narrativa junto con  un toque gráfico más parecido al Monster Hunter freedom Unite.

## Jugabilidad
Se mejoro considerablemente la jugabilidad en esta entrega al añadirle múltiples desniveles y cambios de alturas en las zonas de cacería que se encuentran en los diferentes mapas, añadido a esto se le otorgo la posibilidad al jugador de usar los cambios de altura a su favor para poder realizar saltos tanto para esquivar los ataques de los monstruos como para poder realizar ataques aéreos, que le brindaran la posibilidad de tirar al monstruo al suelo dejándolos expuestos a los ataques o incluso permitiéndole al cazador subirse sobre la espalda de los monstruos para realizar una clase de Minijuego. donde se debe de rellenar una barra de daño que al ser completada el monstruo cae al suelo indefenso por unos cuantos segundos.
Con la nuevas mecánicas de movimiento para el jugador llegaron también múltiples mejoras para todos los monstruos que regresan de juegos previos, implementándoles nuevos movimientos o variantes en sus secuencias de movimientos para darle la oportunidad a los monstruos de aprovechar los cambios de altura y bríndales nuevos desafíos a los veteranos de la saga.

## Historia
La historia nos pone en el papel cargo de nuestro cazador que tras ser  transportado hacia la ciudad Val Habar donde se unirá a una caravana con la que viajara atreves de diferentes pueblos y ciudades ayudando a sus habitantes mientras intentan obtener información sobre un objeto misterioso que posee el capitán de la caravana.  
Si bien sigue la estela clásica de la saga, no contando mucho en detalle sobre sus personajes esta entrega se enfoca mucho en la historia con la basta inclusión de cinemáticas en eventos relevantes de la historia y brindando mas detalles sobre los eventos que en juegos previos.

## Nuevas armas
Glaive insecto: Esta nueva arma es una especie de bastón que trae un insecto llamado kinsecto el cual podemos controlar su dirección y que puede conseguir bufos que suben estadísticas o pueden cambiar los movimientos del arma, a diferencia de otras armas, el glaive tiene una habilidad para montar monstruos y así no tener que saltar desde un saliente. 
Hacha cargada: Esta nueva arma es parecida a la espada y escudo pero con muchas diferencias en el modo de ataque y el bloqueo con el escudo y además puede metamorfosearse en una hacha gigante, esta arma trae una característica que consiste en unos frascos de energía, estos frascos se obtienen al dar golpes al monstruo y los frascos generan pequeñas explosiones en el modo hacha o una gran explosión si el escudo también esta cargado.